# Copa Juan Santamaría 1977
La tercera edición de la Copa Juan Santamaría fue realizada en 1977 (edición 39 de los torneos de copa de Costa Rica), Liga Deportiva Alajuelense venció en la final, (disputada a doble partido donde ambos partidos se jugaron en el mismo escenario el antiguo Estadio Nacional) a Guanacasteca (1-2 y 3-1), luego de pasar la pentagonal donde superó a Limonense (2-0 y 2-2), Herediano (0-0 y 3-1), Cartaginés (0-0 y 0-0) y al Barrio México (6-0 y 4-0). Este sería el noveno título de Copa del cuadro manudo.
El goleador de torneo fue Jorge Ulate de Herediano con 7 goles anotados.
|                            |
| Liga Deportiva Alajuelense |
|                            |
| 9° título                  |

| Predecesor: Torneo de Copa 1975 | Torneo de Copa de Costa Rica 1977 | Sucesor: Torneo de Copa 1984 |